# Обращение Савла (картина Караваджо, 1601)
«Преображение на пути в Дамаск» (итал. Conversione di San Paolo) — картина итальянского художника Микеланджело да Караваджо, написанная в 1601 году для капеллы Черази церкви Санта-Мария-дель-Пополо в Риме. Напротив этой картины в капелле находится ещё одна работа Караваджо, парная к ней, изображающая Распятие Святого Петра. На алтаре между ними находится Успение Богородицы Аннибале Карраччи.

## История
Две боковые росписи капеллы Черази были заказаны в сентябре 1600 года монсеньором Тиберио Черази, главным казначеем Папы Климента VIII, который 8 июля 1600 года приобрёл часовню у монахов-августинцев и поручил Карло Мадерна перестроить небольшое здание в стиле барокко. Контракт с Карраччи на алтарную картину не сохранился, но предполагается, что документ был подписан несколько раньше, и Караваджо должен был принять во внимание работы другого художника и общую иконографическую стилистику часовни.
Хотя много говорилось о предполагаемом соперничестве между художниками, нет никаких исторических свидетельств каких-либо серьёзных противоречий. Оба были успешными и востребованными художниками в Риме. Караваджо получил оплату от Черази сразу после завершения своих знаменитых работ в капелле Контарелли, а Карраччи был занят созданием своего большого цикла фресок в Палаццо Фарнезе. В этих обстоятельствах у них не было особых причин для конкуренции, утверждает Денис Махон.
Контракт, подписанный 24 сентября 1600 года, предусматривает, что «выдающийся художник Микеланджело Меризи да Караваджо» напишет два больших кипарисовых панно, десять ладоней в высоту и восемь ладоней в ширину, изобразив обращение Святого Павла и мученичество Святого Петра в течение восьми месяцев и получит, в качестве оплаты, 400 скуди. Контракт давал художнику полную свободу по выбору фигур, людей и украшений, изображённых так, как он считал нужным, «к удовлетворению, однако, его светлости», и он также был обязан представить предварительные эскизы перед выполнением работ. Караваджо получил 50 скуди в качестве аванса от банкира Винченцо Джустиниани, а остальная сумма должна быть выплачена по завершении работы. Размеры, указанные для панелей, практически не отличаются от размеров существующих полотен.
Когда Тиберио Черази умер 3 мая 1601 года, Караваджо всё ещё работал над картинами, как свидетельствует официальное извещение (аввизо) от 5 мая, в котором упоминается, что часовня была украшена рукой «famosissimo Pittore», Микеланджело да Караваджо. Второй аввизо от 2 июня доказывает, что Караваджо работал над картинами и месяц спустя. Он завершил их до 10 ноября, когда получил последний взнос от наследников Тиберио Черази. Общая оплата за обе картины, по неизвестным причинам, была уменьшена до 300 скуди.
Картины были установлены в часовне 1 мая 1605 года мастером по дереву Бартоломео, получившим за свои работы четыре скудо и пятьдесят байокко.
Первая версия
Джованни Бальоне в биографии Караваджо 1642 года сообщает, что первые версии обеих картин были отклонены:
"Вначале картины были написаны в другом стиле, но, поскольку они не понравились покровителю, кардинал Саннезио взял их; вместо них он написал две картины маслом, которые и сегодня можно увидеть там. И — так сказать — Фортуна и Слава увлекли его за собой "
Этот отчёт является единственным историческим источником этой истории. Хотя биография написана спустя десятилетия после событий, её достоверность общепризнанна. Бальоне не предоставил никаких дополнительных объяснений причин и обстоятельств отказа, но современные учёные выдвинули несколько теорий и предположений. Первые версии картин были приобретены Джакомо Саннезио, секретарём Священной конгрегации и заядлым коллекционером произведений искусства. Первое «Обращение Савла» попало в коллекцию Одескальки Бальби. Это гораздо более яркое и более маньеристское полотно, на котором поддерживаемый ангелом Иисус тянется вниз к ослепшему Павлу.
Рентгенологическое исследование выявило ещё одну, почти полную версию сцены под данной картиной, на которой святой показан упавшим на землю, справа от холста, с открытыми глазами и поднятой правой рукой.

## Описание
Обращение Павла из гонителя в апостола — хорошо известная библейская история. Согласно Новому Завету, Савл из Тарса был ревностным фарисеем, который жестоко преследовал последователей Иисуса, даже участвовал в побивании камнями Стефана. Он ехал из Иерусалима в Дамаск, чтобы арестовать христиан города.
На картине изображён момент, описанный в Деяниях Апостолов, за исключением того, что Караваджо изображает Савла, падающего с лошади (которая не упоминается в рассказе) по дороге в Дамаск, увидев ослепляющий свет и услышав голос Иисуса. Для Савла это момент сильного религиозного экстаза: он лежит на земле, на спине, с закрытыми глазами, с расставленными ногами и поднятыми вверх руками, как будто обнимая своё видение. Святой — мускулистый молодой человек, и его одежда похожа на одежду римского солдата эпохи Возрождения: оранжево-зелёные лорика мускулата, птеруги, туника и ботинки. Его шлем с перьями упал с головы, а меч лежит рядом с ним. Красный плащ под его телом выглядит почти как одеяло. Над ним проезжает лошадь, которую ведёт старый конюх, который указывает пальцем на землю. Он успокоил животное и теперь не даёт ему наступить на Савла. У огромного коня пятнистый коричневый мех; у него всё ещё идёт пена изо рта, а копыта бьют воздух.
Сцена освещена ярким светом, но три фигуры погружены в почти непроницаемую тьму. Несколько слабых лучей справа освещают Иисуса, но это не настоящий источник света, и конюх, по-видимому, не обращает внимания на присутствие божественного. Поскольку пегая лошадь не осёдлана, предполагается, что сцена происходит в конюшне, а не на открытом пространстве.
Эта картина стала источником мифа о том, что Павел был на лошади, хотя в тексте вообще не упоминается лошадь. В Деяниях 9: 8 говорится, что после этого "Савл встал с земли и открыл глаза, но ничего не увидел. Они взяли его за руку и повели в Дамаск «.

## Стиль
Это более резкая критика, чем кажется, потому что Беллори утверждал, что „живопись — не что иное, как имитация человеческих действий“; таким образом, картина, полностью лишённая действия, была для него не картиной. Все отклонения от традиционной иконографии сделали картину „лишённой действия“ в его глазах: концентрация на лошади вместо библейского героя; отсутствие Иисуса; и сосредоточение внимания на незначительном моменте в истории после падения Савла вместо его настоящей кульминации, божественного прозрения. Несомненно, эти решения нарушили повествовательную динамику, но Караваджо сделал это, чтобы расширить традиционные рамки изобразительного повествования.
Установившаяся иконографическая традиция предписывала, как Обращение Павла должно быть изображено в искусстве эпохи Возрождения и Барокко. Его характерными элементами были встревоженная лошадь — хотя в Библии о лошади нет упоминания -, Савл, лежащий на земле, Иисус, появляющийся в небе, и свита солдат, реагирующих на события. Так Таддео Цуккаро, один из самых известных художников в Риме времён Караваджо, изобразил эту сцену на большом алтаре церкви Сан-Марчелло-аль-Корсо около 1560 года. Фигура Павла в „Обращении“ (версия Черази) была выполнена Цуккаро по модели Рафаэля. Версия Рафаэля была частью его серии шпалер, созданных для Сикстинской капеллы в 1515—1516 годах.
„Если бы мы могли повернуть святого Павла Рафаэля так, чтобы его голова касалась нижней рамки, а длина его тела была бы направлена более или менее ортогонально внутрь, мы получили бы фигуру, аналогичную изображённой на картине Караваджо“, — заметил Уолтер Фридлендер. Он также предположил, что источником вдохновения для создания лошади послужила самая известная гравюра Альбрехта Дюрера „Большая лошадь“ (1505), главный объект которой имеет такую же громоздкую, мощную заднюю часть, а остальная часть её тела видна под таким же углом.
Другой возможный источник картины — гравюра на дереве из четырёх частей, приписываемая Уго да Карпи (около 1515—1520 гг.), центральным элементом которой является изображение Савла на земле и конюха, пытающегося успокоить лошадь и уводящего животное. Это единственный известный пример среди антецедентов, который представляет в точности тот же момент, что и живопись Караваджо. Более очевидным, хотя и менее близким предшественником было Обращение Савла Микеланджело в Капелле Паолина (1542—1545 гг.), Где вставшая на дыбы лошадь и солдат, держащий уздечку, являются заметными элементами в центре многолюдной сцены. Картина, которая, должно быть, была известна Караваджо, была очень необычным „Обращением“, которое Моретто да Брешиа написал для Миланского монетного двора в 1540—1541 годах. На картине изображено только две фигуры: Савл и его лошадь, причём лошадь странным образом доминирует над картиной. Моретто, вероятно, был вдохновлён аналогичным „Обращением“ (1527), которое приписывается Пармиджанино.
Хотя некоторые детали и мотивы, возможно, были заимствованы или вдохновлены этими произведениями искусства, урезанная композиция и интенсивная духовная драма „Обращения“ Черази были новинкой, не имевшей прямого иконографического прецедента в то время. Это означало разрыв с традицией, которой более или менее следовала даже предыдущая версия Караваджо, написанная в 1600 году.
Стиль тенебризма Караваджо, когда фигуры на картинах возникают из темноты, с обычно одним источником яркого света, создавал драматические эффекты с сильным контрастом. Это освещение вызывало духовную драму в „Обращении Савла“. Более яркие области соседствуют с „тяжёлыми тёмными пятнами, особенно глубоко под брюхом лошади и переходящими в непроглядную тьму, которая лежит за пределами круговой группы трёх фигур“. Обычный пейзажный фон был полностью отброшен и заменён интенсивной концентрацией на трёх фигурах, составляющих сцену. Яркий свет и окутывающая тьма делают фокусировку ещё более интенсивной.
Большинство картин Караваджо после 1600 года посвещаны религиозной тематике и находятся в церквях. По словам Дениса Махона, две картины в капелле Черази образуют „сплочённую группу достаточно чёткого характера“ с картиной „Святой Матфей и ангел“ в капелле Контарелли и „Погребением Христа“ в музеях Ватикана». Он назвал эти четыре произведения «средней группой» и заявил, что они относятся к зрелому периоду Караваджо. Сравнивая две картины в капелле Черази, Махон увидел, что «Обращение Савла» «намного оживлённее, чем его спутник». Это объясняется исключительно изобретательным использованием света, потому что Караваджо избегал любых движений, кроме малейших. Таким образом он сделал «сцену неясной, загадочной и поэтому любопытно подвижной „.
Необычное расположение персонажей также подчёркивает остроту момента. Хотя Савл более освещён, внимание уделяется ему странным образом. Лежащий на земле, он намного меньше лошади, которая также находится в центре картины. Тело Савла укорочено и не обращено лицом к зрителю, и всё же его присутствие наиболее мощно, потому что его тело проталкивается в пространство зрителя. Положение лошади и особенно передняя нога, которая висит в воздухе, создаёт ещё большее визуальное напряжение. Первый набросок композиции, выявленный рентгеновским исследованием, представлял собой более традиционную композицию с видимым источником божественного сияния, исходящим слева.

## Восприятие картины
Караваджо был успешным и знаменитым художником во время комиссии Черази, но необычный стиль и композиция картины сразу же вызвали критику. Первым влиятельным искусствоведом, отклонившим картину, был Джованни Пьетро Беллори. В 1672 году он написал в “ Житиях современных художников, скульпторов и архитекторов» о капелле Черази:
"Караваджо выполнил две боковые картины, " Распятие святого Петра « и „Обращение святого Павла“, чья история полностью лишена действия».
Беллори стоит во главе длинной череды враждебных комментариев. Историк искусства Якоб Буркхардт в своём путеводителе по живописи в Италии (1855) привёл «Обращение Савла» в пример, насколько «грубыми» были композиции Караваджо, «когда он не заботился о выражении», критикуя, что «лошадь почти заполняет всё пространство картины».
Репутация Караваджо достигла своего пика во второй половине XIX века. Самые популярные путеводители того периода, опубликованные Карлом Бедекером, в своих очень подробных описаниях Санта-Мария-дель-Пополо просто опускают два полотна Караваджо и часовню Черази. Картины не упоминаются в пятнадцати изданиях, вышедших с 1867 по 1909 год.
Мнения в корне изменились в середине XX века, когда Караваджо был признан одним из величайших художников в истории западного искусства. Роберто Лонги, ставший известным в 1950-х годах, написал в 1952 году, что, полностью уничтожив иконографическую традицию того времени, Караваджо предложил общественности «возможно, самую революционную картину в истории религиозного искусства». [… ] Если бы картина не была размещена на боковой стене, мы могли бы задаться вопросом, как Караваджо мог выставить её на всеобщее обозрение, не встретив резкой критики или даже прямого отказа".
Другой ведущий учёный того времени, Вальтер Фридлендер в своей новаторской монографии « Исследования Караваджо» (1955) использовал анализ «Обращения Савла» как введение в искусство Караваджо. Он подчёркивал, что обе картины капеллы Черази «несмотря на их радикально новую и непривычную концепцию, идеально подходили объектам для религиозного поклонения», потому что сцены «не далёкие зрелища, далеко отделённые от зрителя. Они обращаются к нему напрямую, на его собственном уровне. Он может понять и поделиться своим опытом: пробуждение веры и мученичество за веру».
Эта оценка нашла литературное выражение в стихотворении Тома Ганна, молодого английского поэта, получившего высокую оценку британских критиков в 1950-х годах. После окончания Кембриджа в 1953 году Ганн провёл несколько месяцев в Риме по стипендии, и его очень впечатлили картины Караваджо в часовне Черази. Стихотворение было опубликовано в журнале <i id="mwzw">Poetry</i> в 1958 году под названием «В Санта-Мария-дель-Пополо» («Обращение Савла»). Он даёт совершенно светское прочтение картины, лишённое чего-либо священного, интерпретируя её как «поражение стремления к Абсолюту, в котором человек неизбежно отказывается […], как своего рода побеждённый Фауст».

## Влияние
Гоголевед А. Х. Гольденберг сравнивает один из эпизодов поэмы «Мёртвые души» — падение Чичикова с брички — с «сюжетом» данной картины, отмечая: «Если у Караваджо статичность композиции создает эффект прерванного движения, чтобы передать потрясение, „напряженное оцепенение Савла“, то в гоголевской сцене контраст между неподвижной фигурой Селифана и „барахтающимся“ Чичиковым призван усилить остроту и динамику катастрофического низвержения героя. Энергичные попытки Чичикова выбраться из грязи в свернутом метафорическом виде воплощают биографический сюжет героя, дают модель его жизненной судьбы».